# Брод (община Брод)
Вижте пояснителната страница за други значения на Брод.
Брод (на македонска литературна норма: Македонски Брод) е малък град в западната част на Северна Македония, център на едноименната община Брод (Македонски Брод).

## География
Градът е разположен на 26 километра източно от Кичево в областта Поречие на река Треска (Голема) при изхода ѝ от пролома между планините Песяк от север и Бушева от юг.

## История

### В Османската империя
Църквата „Свети Никола“ до 1912 година е била бекташко теке, изградено в XIV век. В ΧΙΧ век Брод е село в Османската империя, център на Поречка нахия в Кичевска каза. В 1861 година Йохан фон Хан на етническата си карта на долината на Вардар отбелязва Брод като българско село. В „Етнография на вилаетите Адрианопол, Монастир и Салоника“, издадена в Константинопол в 1878 година и отразяваща статистиката на населението от 1873 година, Брот (Brote) е посочено като село с 37 домакинства със 185 жители българи. Според статистиката на Васил Кънчов („Македония. Етнография и статистика“) в 1900 година Брод има 350 жители българи християни. Църквата „Света Богородица“ е от 1872 година.
На Етнографската карта на Битолския вилает на Картографския институт в София от 1901 година Брод е чисто българско село в Кичевската каза на Битолския санджак с 30 къщи.
Всички жители Брод в началото на XX век са сърбомани под въховенството на Цариградската патриаршия. Според митрополит Поликарп Дебърски и Велешки в 1904 година в Брод има 43 сръбски къщи. Според секретаря на Българската екзархия Димитър Мишев („La Macédoine et sa Population Chrétienne“) в 1905 година в Брод има 320 българи патриаршисти сърбомани и в селото работи сръбско училище. Селото е център на сърбоманската активност в Поречието – област, в която българско екзархийско остава единствено село Локвица.
При избухването на Балканската война в 1912 година 5 души от Брод са доброволци в Македоно-одринското опълчение.

### В Сърбия и Югославия
След 1913 година селото попада в Сърбия, след 1918 – Югославия. На етническата си карта на Северозападна Македония в 1929 година Афанасий Селишчев отбелязва Брод като българско село. Селото е обявено за град и по времето на Кралство Югославия е прекръстено на Южни Брод (Јужни Брод), а по-късно в Комунистическа Югославия – на Македонски Брод, за да се отличава от другите населени места с името Брод в Югославия.
По време на българското управление във Вардарска Македония в годините на Втората световна война, Боян Ивчинов от Радово е български кмет на Брод от 18 август 1941 година до 12 ноември 1941 година. След това кметове са Георги К. Симеонов от Дондуково (30 март 1942 - 18 юни 1942), Тимотей Ив. Пеев от Казанлък (22 юни 1942 - 7 юли 1943) и Георги Сл. Георгиев (12 юли 1943 - 9 септември 1943).

### В Република Македония
От 1991 година е в независимата Република Македония. Според преброяването от 2002 година Македонски брод има 3740 жители.
| Националност | Всичко |
| македонци    | 3725   |
| албанци      | 0      |
| турци        | 0      |
| роми         | 3      |
| власи        | 0      |
| сърби        | 9      |
| бошняци      | 1      |
| други        | 9      |

В 1993 година митрополит Тимотей Дебърско-Кичевски осветява църквата „Свети Никола“. На 20 ноември 1998 година митрополит Тимотей осветява темелния камък на църквата „Свети Архангел“ в местността Пешна край Брод.

## Личности
Родени в Брод
- Максим Хр. Александров, македоно-одрински опълченец, 21-годишен, средно образование, 14 воденска дружина[13]
- Михаил Йосифов (Михаило Јосифовић), сръбски революционер
- Симеон Аврамов, български революционер от ВМОРО, четник на Кръстю Лазаров[14] и на Иван Наумов Алябака,[15] македоно-одрински опълченец, 25-годишен, четата на Алексо Стефанов[16]

Починали в Брод
- Васко Карангелевски (1921 – 1977), народен герой на Югославия